# ZSCAN9
ZSCAN9 (англ. Zinc finger and SCAN domain containing 9) – білок, який кодується однойменним геном, розташованим у людей на короткому плечі 6-ї хромосоми. Довжина поліпептидного ланцюга білка становить 394 амінокислот, а молекулярна маса — 45 954.
| 10         |  | 20         |  | 30         |  | 40         |  | 50         |
| ---------- |  | ---------- |  | ---------- |  | ---------- |  | ---------- |
| MNTNSKEVLS |  | LGVQVPEAWE |  | ELLTMKVEAK |  | SHLQWQESRL |  | KRSNPLAREI |
| FRRHFRQLCY |  | QETPGPREAL |  | TRLQELCYQW |  | LRPHVSTKEQ |  | ILDLLVLEQF |
| LSILPKELQG |  | WVREHCPESG |  | EEAVILLEDL |  | ERELDEPQHE |  | MVAHRHRQEV |
| LCKEMVPLAE |  | QTPLTLQSQP |  | KEPQLTCDSA |  | QKCHSIGETD |  | EVTKTEDREL |
| VLRKDCPKIV |  | EPHGKMFNEQ |  | TWEVSQQDPS |  | HGEVGEHKDR |  | IERQWGNLLG |
| EGQHKCDECG |  | KSFTQSSGLI |  | RHQRIHTGER |  | PYECNECGKA |  | FSRSSGLFNH |
| RGIHNIQKRY |  | HCKECGKVFS |  | QSAGLIQHQR |  | IHKGEKPYQC |  | SQCSKSYSRR |
| SFLIEHQRSH |  | TGERPHQCIE |  | CGKSFNRHCN |  | LIRHQKIHTV |  | AELV       |

A: Аланін

C: Цистеїн

D: Аспарагінова кислота

E: Глутамінова кислота

F: Фенілаланін

G: Гліцин

H: Гістидин

I: Ізолейцин

K: Лізин

L: Лейцин

M: Метіонін

N: Аспарагін

P: Пролін

Q: Глутамін

R: Аргінін

S: Серин

T: Треонін

V: Валін

W: Триптофан

Задіяний у таких біологічних процесах, як транскрипція, регуляція транскрипції, альтернативний сплайсинг. 
Білок має сайт для зв'язування з іонами металів, іоном цинку, ДНК. 
Локалізований у ядрі.